# Zwartbrauworganist
De zwartbrauworganist (Chlorophonia pyrrhophrys) is een zangvogel uit de familie Fringillidae (vinkachtigen).

## Verspreiding en leefgebied
Deze soort komt voor in de Andes van Colombia tot westelijk Venezuela en oostelijk Peru (Huánuco).